# Kapagan kagan
Kapagan kagan ali Kapgan kagan ([𐰴𐰯𐰍𐰣:𐰴𐰍𐰣] Napaka: {{Jezik-xx}}: transliteration text not Latin script (pos $1) (pomoč), dobesedno Zmagovalec, poenostavljeno kitajsko: 迬善; tradicionalno kitajsko: 遷善; pinjin: Qiānshàn), na Tunjukukoven napisu omenjen kot Bogu kagan ([𐰋𐰇𐰏: 𐰴𐰍𐰣] Napaka: {{Jezik-xx}}: transliteration text not Latin script (pos $1) (pomoč)) je bil drugi kagan Drugega turškega kaganata. Bil je mlajši brat svojega predhodnika Ilteriš kagana in sodobnik kitajske cesarice Vu Dzetjan, * 664, † 22. julij 716, Mandžurija. 

## Ime
Njegovo osebno ime Močuo je kitajski transkript njegovega turškega imena Bogu-Čor (staroturško 𐰋𐰇𐰏, Bögü-Çor, Bogu pomeni  "moder"). Enako ime je napisano v sogdijski različici Karabalgaškega napisa (821 n. št.). On sam je med Ilteriševim vladanjem uporabljal ime Bogu Čor šad. Njegovo vladarsko ime Kapagan je izpeljano iz staroturškega glagola "kap-", ki pomeni "premagati". 

## Vladanje
Leta 692 je nasledil svojega brata na položaju kagana. Na Kitajskem so na njegovo nasledstvo gledali kot na uzurpacijo oblasti.
Leta 694 je Kapagan napadel prefekturo Ling (približno današnji Jinčuan, Ningšja). Vu Dzetjan je za obrambo države ponovno zadolžila generala Huajija in mu za pomočnika dodelila kanclerja Li Džaodeja in Su Vejdaa. Kapagan se je umaknil še preden se je kitajska vojska zbrala in do spopada ni prišlo. 
Poleti 696 sta se kitanska poglavarja Li Džindžong in Sun Vanrong, ogorčena zaradi grdega ravnanja kitajskega prefekta Džov Džav Venhuija (趙文翽) z domačini, uprla kitajskim oblastem. Poglavarja sta premagala kitajsko vojsko, ki naj bi zadušila njun upor, in nato napadla Džov. Kapagan je sprva podpiral njun upor, potem pa je napadel njuno zaledje in ga izropal. 
Kmalu po Lijevi smrti je Kapagan pozimi leta 696 napadel operativno bazo kitanske vojske, ujel Sun Vanrongovo družino in začasno ustavil vojne operacije Kitana proti Džovu. Sun Vanrong je po prihodu na prestol reorganiziral svojo vojsko in ponovno napadel. Vu Dzetjan je poskušala ublažiti situacijo tako, da je sklenila mir s Kapaganom, vendar pod neugodnimi pogoji. Kaganu je morala vrniti turška ljudstva, ki so se podredila Džovu, in Turke oskrbeti s semeni, svilo, orodjem in železom. 
Poleti 697 je Kapagan znova napadel bazo kitanske vojske in jo popolnoma sesul. Sun je bil med begom ubit in grožnje Kitana so se končale. Cesarica Vu je Kapaganu leta 695 za zasluge podelila naslove generalisima leve garde (左衛大將軍), vojvode Gujguoja (歸國) in čjanšan kagana (迁善可汗, kar dobesedno pomeni "dobro gibljiv kagan"). 
Po zavarovanju kitajske meje je Kapagan pozimi obrnil svojo pozornost proti severu, podjarmil Jenisejske Kirgize in ubil njihovega kana. Med pripravami na napad na Turgeški kaganat mu je umrla žena in napad je bil odpovedan.
Leta 698 je Kapagan zahteval princa iz dinastije Tang, da bi z njim poročil svojo hčerko. Poroka je bila del načrta, da bi svojo družino združil z dinastijo Tang, izpodrinil Džov in obnovil vladavino Tanga nad Kitajsko pod svojim vplivom. Vu Dzetjan mu je namesto princa poslala svojeva vnuka Vu Janšjuja (武延秀), kar je povzročilo nezadovoljstvo v cesarski družini. Glavnega nasprotnka je cesarica degradirala v prefekta prefekture He (合州, današnji severni Čongčing), kagan pa je hčerkino poroko s princem kljub temu zavrnil. Po Vu Janšjujevem prihodu je princa pridržal in nato začel velik napad na Džov. Napredoval je vse do prefekture Džao (趙州) in imenoval kitajskega generala Jan Dživeja (阎知微) za južnega kagana (南面可汗). Kapagan kaganu se je podredil tudi Džovov general Murong Šuandžjao (慕容玄皦) s 5.000 vojaki. 
Avgusta 698 je Kapagan napadel Dingdžov, ujel in ubil njegovega guvernerja Sun Jangaoja (孙彦高) in požgal mesto. Vu Dzetjan je bila tako ogorčena, da je za Kapaganovo glavo ponudila naslov princa. Kagana je iz Močuo preimenovala v Džančuo (斩啜), kar pomeni "odsekana glava". 
Septembra je napadel namestnika guvernerja Džandžova in ga po predaji mestnih kljućev usmrtil.
Oktobra je osvobodil princa Jan Dživeja in mu dovolil vrnitev na Kitajsko. Tam so ga pod obtožbo izdaje usmrtili.

## Reforme
Leta 699 je svojega mlajšega brata Dvošfuja imenoval za tolos šada, se pravi guvernerja vzhodnega krila, in svojega nečaka Ašina Modžiljana za guverjerja zahodnega krila in jima dodelil po 20.000 vojakov. Za nižjega kagana in njunega nadrejenega je imenoval sina Boguja. Boguja je imenoval tudi za vladarja zahodnega dela kaganata in mu dodelil 40.000 vojakov.

## Kasnejše vladanje
Leta 703 je poslal Tonjukuka v Tang s še eno poročno ponudbo. Vu Dzetjan je sprejela njegov predlog v zameno za Vu Janšjujevo osvoboditev, po pristopu cesarja Džongdzonga pa se je politično ozračje spremenilo. 
Leta 705 je turška vojska pod poveljstvom Modžiljana vdrla v Lingvu in premagale vojsko generala Šadža Čongjija (沙吒忠义), ki je bil zaradi poraza odpuščen iz službe. Jezni Džongdzong je zavrnil poročno ponudbo in razpisal nagrado za kaganovo glavo. 
Leta 711 je kagan poslal novo poročno ponudbo cesarju Rujzongu. Tokrat se je nameraval poročiti on sam s princeso Tanga. Cesar je ponudbo sprejel in mu ponudil princeso Džinšan (金山公主), potem pa je novi cesar Šuandzong njegovo odločitev preklical. 
Kasneje istega leta je Tonjukuk v bitki pri Bolčuju razbil turgeške sile. Za poglavarja Turgeša je bil imenovan nek Bars beg, verjetno Suluk kagan, in se poročil z Modžiljanovo hčerko. Leta 713 je združena vojska Kapagana, Modžiljana in Kul Tigina porazila Karluke. 
Februarja 714 so Inel, Tonga Tigin in kaganov svak Huoba Elteber Ašibi napadli protektorat Beiting. Med obleganjem Beitinga je bil Tonga Tigin ubit, prestrašeni Ašibi pa je pobegnil v Tang, kjer so ga preimenovali v Huoba Guirena (火拔歸仁) in ga povišali v generala. 
Leta 715 so se zaradi Kapagan kaganove krutosti nekateri njegovi možje in številna plemena, vključno z njegovim korejskim zetom Gao Vendžjanom (高文簡) in Ašidejevim zetom Hulujem (阿史德胡禄), obrnili proti njemu in se podredili Tangu. Sledili so upori turških plemen.

## Smrt
Kagan je zatrl upore tilejskih plemen Huihe, Tongluo, Baiši, Bajegu in Pugu in bil na povratku domov 22. julija 716 v zasedi ubit. Njegovo odsekano glavo so poslali v Čangan.

## Družina
Kapagan kagan je bil poročen z El Bilge hatun, vdovo svojega brata, in imel sedem otrok: 
- Inel kagana,
- Tonga Tigina (u. 713 med obleganjem Bejtinga),
- Mo Tigina, levega modrega princa,
- Bilge Tigina, desnega modrega princa,
- Ašina Jangvodžija (阿史那楊我支) (u. 715),
- Kučluk Bilge hatun (698-723), poročeno z Ašide Hulujem (阿史德胡禄), in
- neimenovano hčerko, poročeno z Gao Vendžjanom (高文簡).